# Basilica di Santa Teresa
La basilica di Santa Teresa è un grande santuario cattolico che sorge nella città normanna di Lisieux, in Francia.
Dopo Lourdes è il luogo di pellegrinaggio più importante del Paese. Il 4 giugno 1954 venne elevata a basilica minore. Eletta "patrimonio del XX secolo", è stata dichiarata monumento storico di Francia il 14 settembre 2010.

## Storia e descrizione

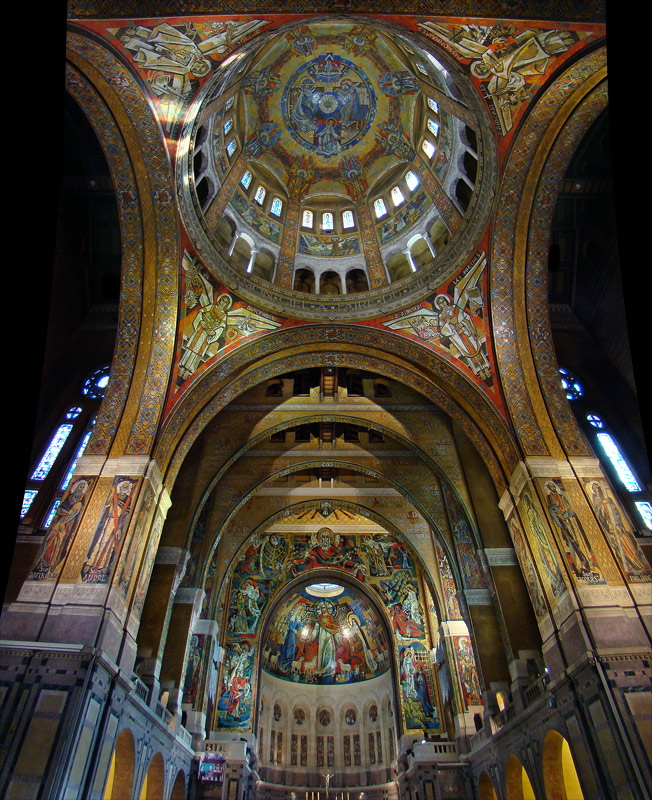
Veduta dell'interno.

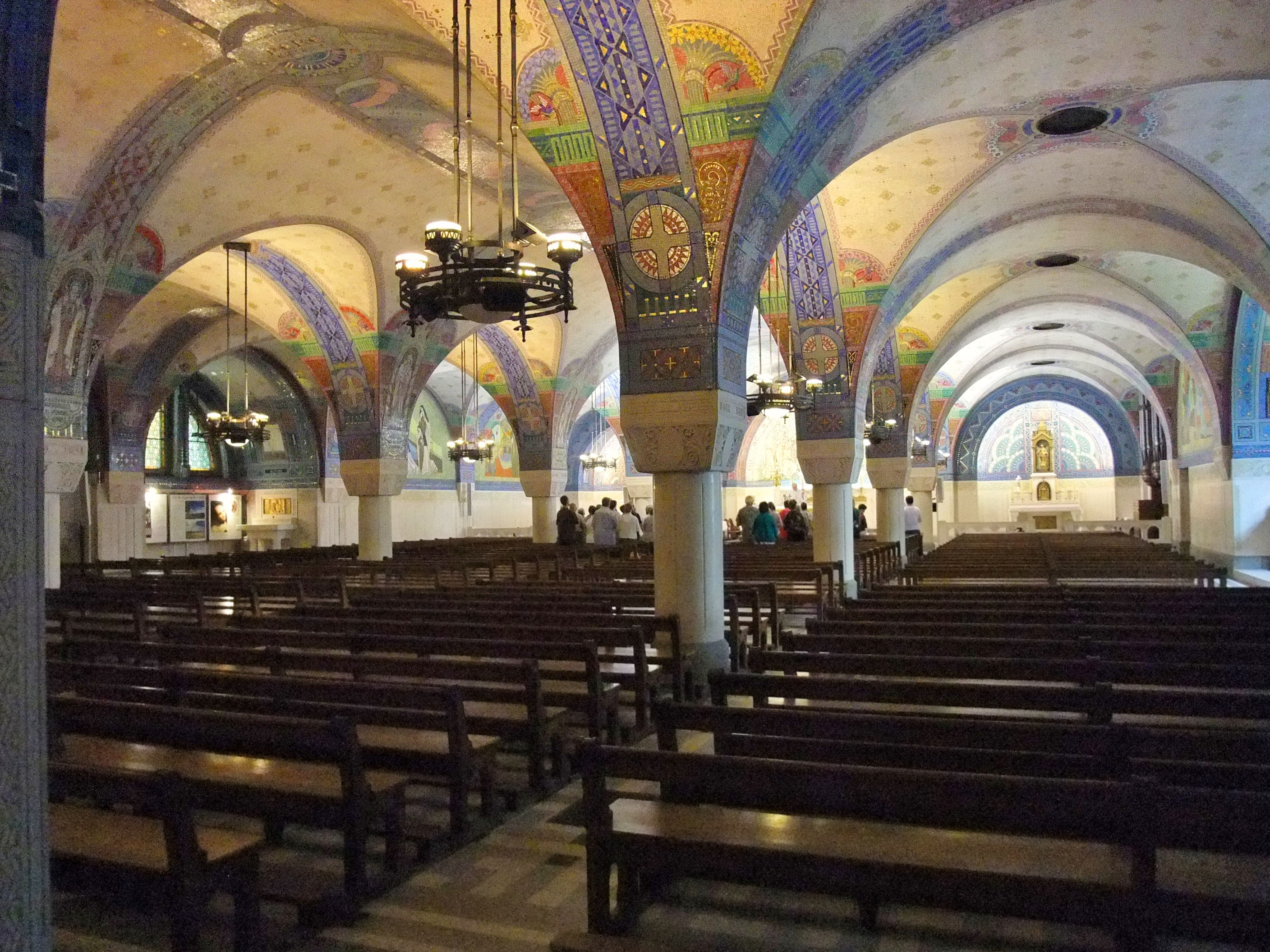
La cripta.

Teresa di Lisieux venne beatificata il 29 aprile del 1923 e canonizzata il 17 maggio 1925. La devozione verso di lei, già manifestatasi fra i soldati francesi durante la prima guerra mondiale, si accrebbe notevolmente dopo la sua canonizzazione, e ben presto, con l’arrivo delle grandi folle dei pellegrini, si rese necessario costruire una grande basilica nella città dove la santa era vissuta e morta.
Questo progetto di costruzione viene promosso dal vescovo di Bayeux e Lisieux Thomas-Paul-Henri Lemonnier e da monsignor Octave Germain, protonotario apostolico, che diventerà il primo direttore del pellegrinaggio Santa Teresa di Lisieux, ma solleva non poche resistenze nel clero locale, nel quale non mancava chi rilevava come vi fossero già molti edifici di culto a Lisieux, tra cui la cattedrale di San Pietro. Tuttavia papa Pio XI, molto devoto a Teresa sin dai primi anni del Novecento, fino a farne poi una fonte di ispirazione centrale del suo pontificato, sostiene attivamente il progetto.
Così, nel 1926, l'architetto parigino Jules Barbier presenta un progetto di un grande edificio neogotico non lontano dal convento del Carmelo, ispirato al santuario di Lourdes. L'anno seguente l'architetto lillese Louis-Marie Cordonnier ne presenta uno totalmente diverso, ispirato alla basilica del Sacro Cuore di Parigi, il quale sarà approvato dal vescovo.
Santa Teresa viene proclamata patrona dei missionari il 14 dicembre 1927; quindici giorni dopo muore il vescovo Lemonnier, e il suo successore Emmanuel Suhard manifesta il timore che il progetto sia troppo ambizioso in rapporto alle risorse disponibili. Ma le ingenti donazioni arrivate al Carmelo e il sostegno del papa fanno procedere i lavori, che saranno interamente finanziati da offerte provenienti da tutto il mondo.
Il cantiere si apre il 30 settembre 1929 con la posa prima pietra da parte del cardinale Alexis-Armand Charost, arcivescovo di Rennes e legato pontificio.
L'architetto Louis-Marie Cordonnier, con la collaborazione del figlio Louis-Stanislas, segue i lavori. Sarà un'opera con base in cemento armato e rivestita in pietra, con grande cupola centrale.
La cripta viene inaugurata l'11 luglio 1937 al termine del Congresso eucaristico nazionale tenuto dall’allora cardinale Eugenio Pacelli, legato pontificio e futuro papa Pio XII. L'11 luglio 1939 venne terminata la cupola, ma la seconda guerra mondiale interruppe la costruzione. La struttura architettonica era terminata e i bombardamenti del 1944, che danneggiarono gravemente i due terzi della città di Lisieux, la sfiorarono solamente, causando lievi danni.
Dopo la guerra l'edificio viene restaurato, e nel 1950 si inizia la sua decorazione musiva e l’installazione delle vetrate. La basilica viene consacrata l'11 luglio 1954 dall'arcivescovo di Rouen e primate della Normandia Joseph-Marie-Eugène Martin, in presenza dell'arcivescovo di Parigi Maurice Feltin, legato pontificio.